# Oskar Saier
Oskar Saier (ur. 12 sierpnia 1932 w Wagensteig, zm. 3 stycznia 2008 we Fryburgu Bryzgowijskim) – niemiecki duchowny rzymskokatolicki, arcybiskup Fryburga w latach 1978-2002.
Święcenia kapłańskie otrzymał 2 czerwca 1957. 7 kwietnia 1972 papież Paweł VI mianował go biskupem pomocniczym archidiecezji fryburskiej, ze stolicą tytularną Rubicon. Sakry biskupiej udzielił mu 29 czerwca 1972 abp Hermann Josef Schäufele.
15 marca 1978 Paweł VI mianował go ordynariuszem archidiecezji fryburskiej.
1 lipca 2002 papież Jan Paweł II przyjął jego rezygnację z urzędu. Zmarł 3 stycznia 2008.